# Outgrow
Outgrow è il quarto album in studio della discografia giapponese della cantante sudcoreana BoA, pubblicato il 15 febbraio 2006.

## Tracce
1. Silent Screamerz – 3:30
2. Do the Motion – 4:14
3. Kimi no tonari de (キミのとなりで) – 5:09
4. Outgrow: Ready Butterfly – 3:20
5. Make a Secret – 4:48
6. Everlasting – 5:25
7. Long Time No See – 3:56
8. Cosmic Eyes – 3:40
9. Dakishimeru (抱きしめる) – 3:48
10. Love Is Just What You Can't See – 5:06
11. Stay My Gold – 5:30
12. Everlasting – 4:11
13. With U – 3:42
14. First Snow (Bonus Track) – 4:23